# Concursul Muzical Eurovision Junior 2009
Concursul Muzical Eurovision Junior 2009 a fost a șaptea ediție a concursului care s-a desfășurat în Kiev, Ucraina. A fost programat pe 21 noiembrie. 13 țări au fost confirmate de către Uniunea Europeană de Radio-Televiziune (EBU) că vor concura.

## Locație
EBU a invitat televiziunile naționale să-și propună candidatura de a organiza Eurovision Junior 2009. Au fost primite 3 candidaturi din: Belarus, Serbia, Ucraina. Inițial, TV4, din Suedia, a trimis o candidatură pe durata verii 2007, dar și-a retras-o odată cu retragerea din concurs (în cele din urma Suedia va participa). După deliberări, EBU a decis ca organizarea să fie oferită Companiei de Televiziune Națională a Ucrainei, țară care a mai organizat Eurovision 2005.

## Design
Logoul denumit "Pomul vieții" este bazat pe o creație a unui renumit pictor ucrainean.

## Retrageri
- Bulgaria - S-a retras din cauza rezultatului slab din 2008
- Grecia - S-a retras după 5 ani de participare din cauza rating-ului de televiziune scăzut pentru concurs.
- Lituania - S-a retras din cauza dificultăților financiare în ceea ce privește asigurarea transmisiei.

## Participanți
EBU a anunțat lista completă a țărilor participante la concursul din 2009 pe 8 iunie. 13 țări vor concura, Suedia revenind după un an de absență în timp ce Grecia, Lituania și Bulgaria s-au retras.
| Țară                | Limbă       | Interpret           | Cântec                                          | Traducere în limba română          | Locul | Punctele |
| ------------------- | ----------- | ------------------- | ----------------------------------------------- | ---------------------------------- | ----- | -------- |
| Armenia             | Armeană     | Luara Hairapetian   | „Barcelona”(Բարցելոնա)                          | -                                  | 2     | 116      |
| Belarus             | Rusă        | Iuri Demidovici     | „Volșebnîi krolik” (Волшебный кролик)           | „Iepurele magic”                   | 9     | 48       |
| Belgia              | Neerlandeză | Laura Omloop        | „Zo Verliefd”                                   | „Atât de îndrăgostită”             | 4     | 113      |
| Cipru               | Greacă      | Rafaella Costa      | „Thalassa, ilios, aeras, fotia”                 | „Mare, soare, aer, foc”            | 11    | 32       |
| Georgia             | Georgiană   | Princesses          | „Lurdji prinveli” (ლურჯი ფრინველი)              | „Pasăre albastră”                  | 6     | 68       |
| Malta               | Engleză     | Francesca & Mikaela | „Double Trouble”                                | „Necaz dublu”                      | 8     | 55       |
| Republica Macedonia | Macedoneană | Sara Markovska      | „Za ljubovta” (За љубовта)                      | „Pentru dragoste”                  | 12    | 31       |
| Țările de Jos       | Neerlandeză | Ralf                | „Click, Clack”                                  | -                                  | 1     | 121      |
| România             | Română      | Ioana Bianca Anuța  | „Ai puterea în mâna ta”                         | -                                  | 13    | 19       |
| Rusia               | Rusă        | Ekaterina Riabova   | „Malenkii prinț” (Маленький принц)              | „Micul Prinț” (referire la nuvelă) | 2     | 116      |
| Serbia              | Sârbă       | Ništa lično         | „Onaj pravi” (Онај прави)                       | „Cel potrivit”                     | 10    | 35       |
| Suedia              | Suedeză     | Mimmi Sanden        | „Du”                                            | „Tu"                               | 6     | 68       |
| Ucraina             | Ucraineană  | Andranik Aleksanian | „Trî Topoli, Trî Surmî” (Три тополі, три сурми) | „Trei plopi, trei trompete”        | 5     | 89       |